# Consell Pontifici per a la Promoció de la Unitat dels Cristians
El Consell Pontifici per a la Promoció de la Unitat dels Cristians és un dicasteri de la Santa Seu.

## Història
El papa Joan XXIII creà el 5 de juny de 1960 el Secretariat per a la promoció de la unitat dels cristians, que era una de les comissions preparatòries del Concili; el cardenal Augustin Bea, S.I., en va ser el primer president. El Secretariat convidà altres Esglésies i Comunions del Món perquè enviessin observadors al Concili. Al Concili, el Secretariat preparà i presentà diversos documents:
- Ecumenisme (Unitatis redintegratio);
- Religions no-cristianes (Nostra aetate);
- Llibertat religiosa (Dignitatis humanae);
- Conjuntament amb la comissió doctrinal, la Constitució Dogmàtica sobre la Revelació Divina (Dei verbum).

En acabar el concili el 1966, el Papa Pau VI confirmà el Secretariat per a la promoció de la unitat dels cristians com un dicasteri permanent de la Cúria Pontifícia. La constitució apostòlica Pastor Bonus del Papa Joan Pau II del 28 de juny de 1988 modificà el nom del secretariat pel de Consell Pontifici per Promoure la Unitat dels Cristians, nom que esdevingué efectiu a partir de l'1 de març de l'any següent.
El Consell Pontifici té dues seccions, dedicades a:
- Les Esglésies Orientals – les esglésies orientals i ortodoxes orientals, així com l'Església Assíria d'Orient;
- Les Esglésies i comunitats eclesials d'Occident i per al Concili Mundial d'Esglésies

## Funcions
Les seves funcions són dues:
1. Promoure a l'Església Catòlica un autèntic esperit ecumènic, en línia amb el decret Unitatis redintegratio del Concili Vaticà II
2. Desenvolupar el diàleg i la col·laboració amb la resta de confessions cristinaes.

D'ençà la seva creació, ha establert una cooperació cordial amb el Consell Mundial d'Esglésies. Dotze teòlegs catòlics han estat membres de la Comissió de Fe i Orde des de 1968.
El Consell Pontifici és responsable de nomenar els observadors catòlics per a les diverses reunions ecumèniques, i a l'hora convida observadors o delegats fraternals d'altres esglésies o comunitats eclesials als events principals de l'Església Catòlica.
Actualment, el Consell Pontifici manté diàleg teològic internacional amb les següents esglésies:
- L'Església Ortodoxa;
- L'Església Ortodoxa Copta;
- Les Esglésies ortodoxes orientals;
- L'Església siriana ortodoxa malankara;
- La Comunió Anglicana;
- El Concili Internacional Luterà;[1][2][3]
- La Federació Luterana Mundial;
- L'Aliança Mundial d'Esglésies Reformades;
- El Concili Mundial Metodista;
- L'Aliança Mundial Baptista;
- L'Església Cristiana (Deixebles de Crist);
- L'Aliança Mundial Evangèlica;
- Alguns grups Pentecostals.

### La Bíblia
El Consell és responsable per treballar amb altres esglésies sobre les traduccions ecumèniques de les Sagrades Escriptures, i de promoure l'establiment de la Federació Bíblica Catòlica.

### Relacions amb els jueus
La Comissió de la Santa Seu per a les Relacions Religioses amb els Jueus és responsable del Consell Pontifici, mentre que la Comissió de la Santa Seu per a les Relacions amb els Musulmans està sota la direcció del Consell Pontifici pel Diàleg Interreligiós. Això es deu perquè quan es creà la Comissió de la Santa Seu per a les Relacions Religioses amb els jueus va ser consultat sobre si desitjava estar sota el Consell de Diàleg Interreligiós, que es va negar i, per tant, segueix sent part del Consell per Promoure la Unitat dels Cristians.

## Cronologia dels presidents
- Cardenal Augustin Bea, S.J. (6 de juny de 1960 - 16 de novembre de 1968 mort)
- Cardenal Johannes Willebrands (12 d'abril de 1969 - 12 de desembre de 1989 jubilat)
- Cardenal Edward Idris Cassidy (12 de desembre de 1989 - 3 de març de 2001 jubilat)
- Cardenal Walter Kasper (3 de març de 2001 - 1 de juliol de 2010 jubilat)
- Cardenal Kurt Koch, des de l'1 de juliol de 2010

### Vicepresidents
- Cardenal John Carmel Heenan (1964 - 1970 renuncià)
- Bisbe Emiel-Jozef De Smedt (1964 - 1970 renuncià)
- Bisbe Ramon Torrella i Cascante † (20 de desembre de 1975 - 11 d'abril de 1983 nomenat arquebisbe de Tarragona)

### Secretaris
- Bisbe Johannes Willebrands † (28 de juny de 1960 - 12 d'abril de 1969 nomenat president del mateix dicasteri)
- Mossèn Jean Jérôme Hamer, O.P. † (12 d'abril de 1969 - 14 de juny de 1973 nomenat secretari de la Congregació per a la Doctrina de la Fe)
- Monsenyor Charles Moeller † (1973 - 1981 renuncià)
- Bisbe Pierre François Marie Joseph Duprey, M. Afr. † (25 d'abril de 1983 - 16 de març de 1999 jubilat)
- Cardenal Walter Kasper (16 de març de 1999 - 3 de març de 2001 nomenat president del mateix dicasteri)
- Bisbe Marc Ouellet, P.S.S. (3 de març de 2001 - 15 de novembre de 2002 nomenat arquebisbe de Quebec)
- Bisbe Brian Farrell, L.C. des del 19 de desembre de 2002

### Secretaris adjunts
- Mossèn Jean Jérôme Hamer, O.P. (1966 - 12 d'abril de 1969 nomenat secretari del mateix dicasteri)

...
- Bisbe Jean-Claude Périsset (16 de novembre de 1996 - 12 de novembre de 1998 nomenat nunci apostòlic a Romania)

### Sots-secretaris
- Mossèn Jean-François Mathieu Arrighi (1963 - 1970 renuncià)
- Mossèn Pierre François Marie Joseph Duprey, M. Afr. (1963 - 25 d'abril de 1983 nomenat vicepresident de la Commissió per a les relacions religioses amb el judaisme)
- Mossèn Jean-François Mathieu Arrighi (1970 - 17 d'abril de 1985 nomenat vicepresident del Pontifici Consell per a la Família)
- Mossèn John Basil Meeking (1985 - 30 de març de 1987 nomenat bisbe de Christchurch)
- Monsenyor Eleuterio Francesco Fortino (14 de maig de 1987 - 22 de setembre de 2010 renuncià)
- Mossèn Andrea Palmieri, des del 4 de setembre de 2012